# 奥布鲁切夫卡河
奥布鲁切夫卡河（俄语：Река Обручёвка），前称杨巴头沟河（俄语：Река Янпатагоу, Река Янпотогоу, Река Янбодагоу），是滨海边疆区拉佐区的河流，源起，长24公里，流域面积98平方公里，注入升天湾。河口处宽15米，深可达3米。

## 引用
1. ↑  . primpogoda.ru.   [2019-03-02]. （原始内容存档于2024-05-24） （俄语）.
2. ↑  А·П·穆拉诺夫. . 列宁格勒: 气象出版社. 1966 （俄语）.
3. ↑  . 列宁格勒: 气象出版社 （俄语）.
4. ↑  Т·А·基谢尔科瓦娅. . 列宁格勒: 气象出版社. 1977 （俄语）.